# 1369 Останіна
1369 Останіна (1369 Ostanina) — астероїд головного поясу, відкритий 27 серпня 1935 року.
Тіссеранів параметр щодо Юпітера — 3,135.